# Ресторан „Полет”
Ресторан „Полет“ се налази у Београду, на Цветном тргу.

## Локација
Адреса ресторана „Полет“ је улица Краља Милана бр. 31, у главној саобраћајници између трга Славија и Теразија. У близини ресторана се налазе Студенстски културни центар, у згради Официрског дома из 1895. године, зграда Официрске задруге, Палата „Београђанка“,  Југословенско драмско позориште и Цветни трг.

## Историја ресторана
„Полет“ је основан 1951. године, у тадашњој Улици маршала Тита. Звали су га и „Далматински подрум“ због момака из Далмације који су били на одслужењу војног рока у ЈНА у Београду, и који су долазили на рибље специјалитете. Ресторан је био у власништву предузећа „Три грозда“ са преко хиљаду запослених. Прича се да су посетиоци подмићивали конобаре да им обезбеде столице. Чувен је био по својим прженим гирицама, које су паковане у фишек од новина и тако се продавале. Зато кажу да је „Полет“ био први ресторан брзе хране у Београду. 
После 63 године рада, јуна 2014. године ресторан је затворен, инвентар исељен, уклоњен натпис фирме, након вишегодишњег спора са власницима имовине. Наиме, предратни трговац и банкар, Љубомир Сарчевић (1879-1960) оптужен је за привредну сарадњу са окупатором од стране послератне социјалистичке власти (упркос томе што је због пребацивања пилота из Чешке и Пољске на подручја изван нацистичке власти, био ухапшен од стране Немаца). Осуђен је на принудни рад и одузета му је имовина. Захтев за повраћај имовине је поднела његова ћерка Милица Сарчевић. Рехабилитован је 2007. године.
Након бројних судских спорова, пропадања „Три грозда“, и завршетка процеса, ресторан је поново отворен. Одлуком комисије састављене од чланова неколико портала и сајтова ресторан „Полет“ је проглашен за ресторан са најбољим повратком на сцену након реновирања, где је у потпуности вратио шарм и стару славу.

## Изглед ресторана
Централни део ресторана подсећа на свечане бродске сале, са горњим нивоом у облику терасе око бочних зидова. Постоји и мали плато за извођаче музичких, стенд-ап или позоришних представа. Испред локала је постављено неколико столова. 
На зидовима су фотографије разних догађаја из локала, постери домаћих и светских музичких звезда, карте са концерата извођача.

## Угоститељска понуда
Дугогодишња традиција и бројне медаље и пехари издвајају овај ресторан од богате понуде угоститељских објеката у Београду. Ресторан се састоји из два дела. Први је на улазном нивоу, за госте који желе оброк на брзину или велики избор сендвича. Други део ресторана нуди веома богат мени топлих и хладних предјела, специјалитета од рибе и надалеко познатих рибљих чорби, награђиваних на такмичењима широм наше земље. Осим стандардне понуде рибе, ресторан Полет је надалеко познат по гирицама и првокласним лигњама. Ресторан има капацитет до 200 гостију, као и могућност организовања разних прослава, пословних ручкова и коктела.

## Занимљивости
Током 2019. године у „Полету“ је између осталих извођена представа „Цимет и ванила“. 
У „Полету“ су снимане сцене за филм „Чудна девојка“ из 1962. године.